# Harold Osborn
Harold Marion Osborn (* 13. April 1899 in Butler, Illinois; † 5. April 1975 in Champaign, Illinois) war ein US-amerikanischer Leichtathlet, der in den 1920er-Jahren im Zehnkampf und im Hochsprung erfolgreich war. Er stellte zwei Weltrekorde auf und wurde 1924 zweifacher Olympiasieger.

## Karriere
Er steigerte sich in den Jahren 1920 bis 1923 von 1,83 m auf 1,99 m, nachdem er bereits 1922 mit 1,98 m die Weltjahresbestenliste angeführt hatte. Ein Jahr später (1924) verbesserte er bei einem Olympiavorbereitungswettkampf in Urbana, Illinois zweimal den Weltrekord: 2,0258 m im ersten Versuch und 2,038 m im zweiten Versuch.
Osborn ist der einzige Zehnkampfolympiasieger, der auch eine Goldmedaille in einem Einzelwettbewerb gewinnen konnte. Ferner ist er der einzige Zehnkampfweltrekordler, der zugleich den Weltrekord in einer Einzeldisziplin hielt. Seinen Zehnkampfweltrekord mit 7710,295 Punkten erzielte er bei den Olympischen Spielen 1924 in Paris, wo er zudem im Hochsprung mit 1,98 m siegte (an den anschließend aufgelegten 2,02 m scheiterte er). Im darauffolgenden Jahr 1925 gelangen ihm sechs Sprünge über 2 Meter, davon vier im Rahmen einer Europatournee. Seine beste Leistung waren übersprungene 2,0559 m, die aber nicht als Weltrekord anerkannt werden konnten, da er sie bei einem Schaukampf erzielt hatte. 1925 wurde er außerdem AAU-Meister im Hochsprung und im Zehnkampf, wo er auf 7689,45 Punkte kam. Im Hochsprung aus dem Stand erreichte er im Sommer 1936 eine neue Weltbestleistung von 1,676 m.
1932 wurde er nicht in die Olympiamannschaft der USA aufgenommen, weil er zuvor „als bezahlte Sportlehrer tätig gewesen“ und dadurch disqualifiziert war.
Osborn war bekannt für seinen ”Lattentrick”: Beim Überqueren der Latte drückte er diese gegen die Halterung, so dass sie bei leichter Berührung nicht herunterfallen konnte. Der Weltverband führte schließlich eine neue Regelung ein, der zufolge die Latte grundsätzlich so aufgelegt werden musste, dass ein Herunterfallen nach vorn und nach hinten möglich war.

## Leistungen
- Nationale Meisterschaften Hochsprung/Zehnkampf
  - 1922 (NCAA): 1,895 m
  - 1925 (AAU): 2,00 m/7706,36 Pkt.
  - 1926 (AAU): 1,94 m/7187,832 Pkt.

- Olympische Spiele
  - 1924 in Paris:
Gold im Zehnkampf mit 7711 Pkt. (heutige Wertung: 6476 Pkt.) vor seinem Landsmann Emerson Norton mit 7351 (6117) Pkt. und dem Esten Aleksander Klumberg-Kolmpere mit 7323 (6056) Pkt.
Gold im Hochsprung mit 1,98 m vor seinem Landsmann Leroy Brown mit 1,95 m und dem Franzosen Pierre Lewden mit 1,92 m
  - 1928 in Amsterdam:
Fünfter im Hochsprung mit 1,91 m (Höhe des Siegers Bob King (USA): 1,94 m)

- Weltrekorde
  - Hochsprung: 2,038 m am 27. Mai 1924 in Urbana
  - Zehnkampf: 7711 (6476) Pkt. bei den Olympischen Spielen 1924 in Paris

Der Hochsprungweltrekord von Urbana hatte bis 1933 Bestand. Im Oktober 1952, im Alter von 53 Jahren, übersprang Osborn in Chicago die Höhe von 1,83 m.

## Privates
Harold Osborn war seit 1937 Arzt für Osteopathie.